# Michał Zioło
Michał Zioło (ur. 16 maja 1961 w Tarnobrzegu) – polski trapista.

## Życiorys
W 1980 roku wstąpił do dominikanów, gdzie w 1987 roku otrzymał święcenia kapłańskie. W pierwszych latach pracy duszpasterskiej związany z poznańskim wydawnictwem W Drodze. W latach 1989–1995 był duszpasterzem akademickim w Gdańsku oraz duszpasterzem dzieci autystycznych i upośledzonych tzw. "Muminków". Współtworzył także Fundację i Dom "Na skraju", gdzie pomoc znalazły dzieci z rozbitych rodzin. Ze studentami ze swojego duszpasterstwa prowadził Bank Otwartych Serc – pomoc dla ludzi ubogich. Był również organizatorem corocznych dni modlitw w intencji pojednania polsko-żydowskiego na terenie byłego hitlerowskiego obozu zagłady w Brzezince.
W tym samym czasie współpracował z telewizją, przygotowując dla niej komentarze do Biblii i programy dla dzieci, zaś w Radiu Plus prowadził codzienną audycję "Okno", skierowaną do ludzi chorych.

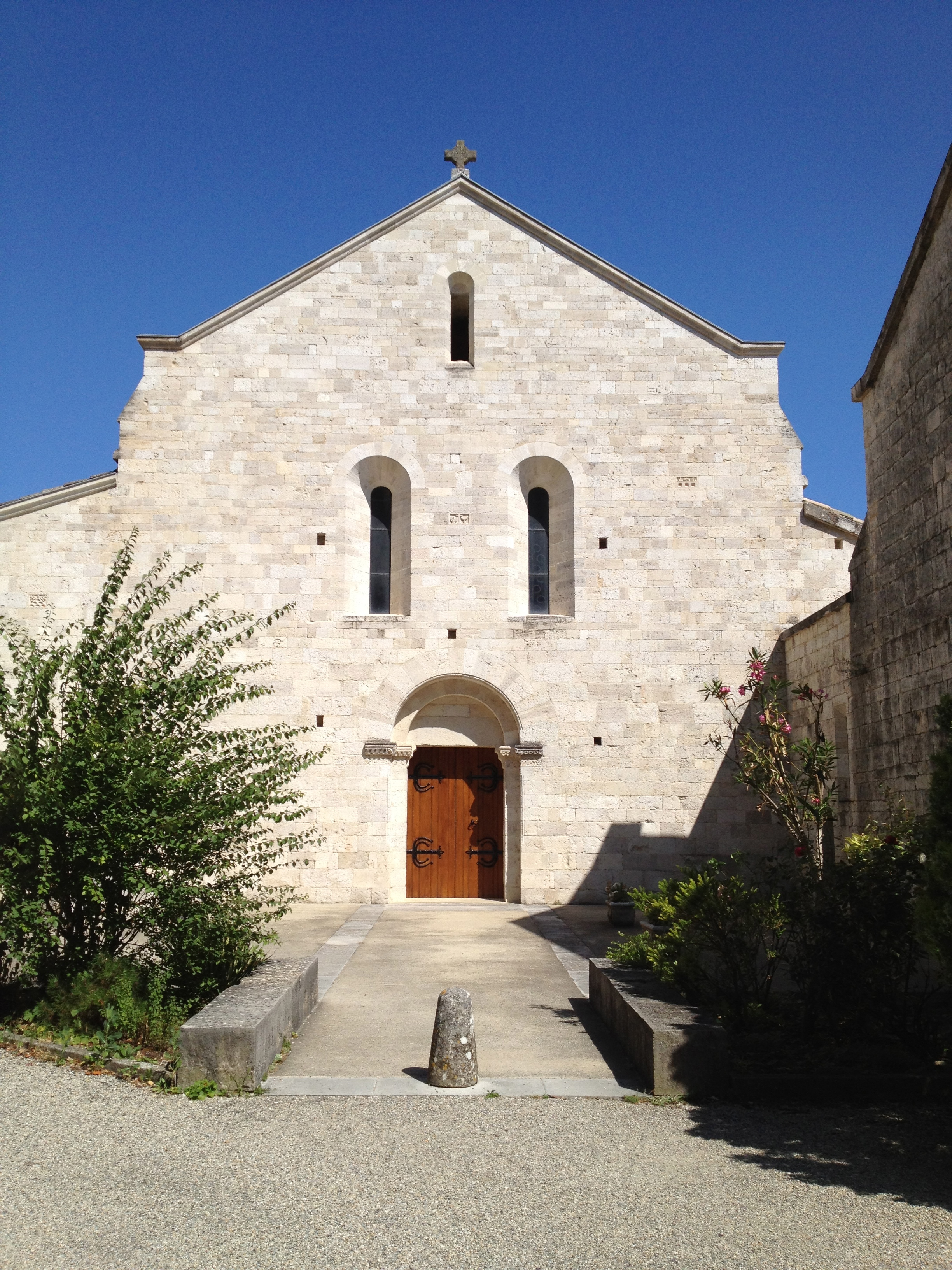
Kościół w opactwie Aiguebelle, w departamencie Drôme, Francja

W 1995 roku przeszedł do trapistów. Pierwszy staż odbył we wspólnocie monastycznej w Fezie w Maroku, gdzie zetknął się z przeorem Notre Dame d'Atlas w Tibhirine w Algierii – Christianem de Chergé. W tym też klasztorze miał odbyć swój nowicjat, jednakże na przeszkodzie stanął mu brutalny atak na tamtejszych zakonników. W nocy z 26 na 27 marca 1996 roku grupa terrorystów z Islamskiej Grupy Zbrojnej uprowadziła siedmiu trapistów, których 21 maja brutalnie zamordowała. W Tibhirine ocalało dwóch mnichów, z rąk jednego z nich – Jean-Pierre'a Schumachera – Michał Zioło 7 kwietnia 1997 roku przyjął habit trapisty.
Kolejny rok spędził we francuskim opactwie Aiguebelle w Montjoyer w departamencie Drôme. W latach 1998–2001 próbował z grupą zakonników przywrócić do życia zakonnego w Tibhirine. Staraniom tym przeciwne były władze algierskie, toteż przełożeni rozwiązali miejscową wspólnotę i przenieśli ją do Maroka. W 2000 roku złożył w zakonie we Francji wieczyste śluby, a od września 2001 roku został mistrzem nowicjatu w opactwie Notre Dame d'Aiguebelle w Montjoyer.
Współpracuje z "Tygodnikiem Powszechnym", "W Drodze", "Znakiem", "Toposem", "Pastores", "Gwiazdą Morza" oraz "Azymutem". Jest także autorem bajek dla dzieci niewidomych i projektantem ilustracji odczytywanych przez dotyk.

## Wydane książki
- Inne sprawy, 1995;
- Pchle nutki, 1998, Jarosław Zioło OP, Michał Zioło OP, W Drodze;
- Wiersze, 1999, W Drodze;
- Bobry Pana Boga, W Drodze;
- Mamo, mamo, ile kroków mi darujesz?, 2002;
- Lekarstwo życia, 2002, Michał Zioło OCSO, Maciej Zięba OP, W Drodze;
- Jedyne znane zdjęcie Boga, 2003, W Drodze;
- Liście, listki, listy, 2004, W Drodze;
- Obietnica otwartości, 2005, W Drodze;
- Listy do Lwa, 2008, W Drodze (nagrodzona w 2009 roku nagrodą Feniks);
- Dziennik Galfryda, 2009, W Drodze;
- Inne sprawy, 2010, W Drodze;
- Mamo, mamo, ile kroków mi darujesz?, 2011, W drodze;
- Wigilia Profesora Norki, 2014, Stowarzyszenie Opieki Społecznej Bank Otwartych Serc w Gdańsku;
- Modlitwy wiecznego poniedziałku, 2016, W drodze;
- Piosenka humbaka, Poznań: Wydawnictwo W drodze, 2017; ISBN 978-83-7906-118-1;
- Po co światu mnich? - wywiad-rzeka Romana Bieleckiego i Katarzyny Kolskiej, Poznań: Wydawnictwo W drodze, 2018; ISBN 978-83-7906-241-6;
- Litery na piasku, 2019, Biblioteka "Więzi", ISBN 978-83-65424-61-7

## Ilustracje do książek
- L'histoire des arbes voyagers
- Le roi de misère
- Le miracle de la tendresse, Dijon 2002